# Slovenská extraliga ledního hokeje 2010/2011
Slovnaft extraliga 2010/11 byla 18. sezónou slovenské hokejové extraligy. Mistrem se stal tým HC Košice.

## Tabulka základní části
| Vysvětlivky                               |
| ----------------------------------------- |
| Tým postupující do čtvrtfinále play off   |
| Tým nepostupující do čtvrtfinále play off |
| Sestupujíci do baráže                     |
| Mimo soutěž                               |

| Poř. | Tým                   | Z  | V  | VP | PP | P  | VG  | OG  | B   |
| ---- | --------------------- | -- | -- | -- | -- | -- | --- | --- | --- |
| 1.   | HC Košice             | 57 | 38 | 10 | 3  | 6  | 217 | 102 | 137 |
| 2.   | HK ŠKP Poprad         | 57 | 30 | 7  | 7  | 13 | 187 | 135 | 111 |
| 3.   | HC 05 Banská Bystrica | 57 | 26 | 7  | 5  | 19 | 179 | 140 | 97  |
| 4.   | HC Slovan Bratislava  | 57 | 25 | 5  | 5  | 22 | 169 | 144 | 90  |
| 5.   | HK Dukla Trenčín      | 57 | 26 | 3  | 4  | 24 | 147 | 168 | 88  |
| 6.   | HKm Zvolen            | 57 | 22 | 5  | 8  | 22 | 161 | 154 | 84  |
| 7.   | HK 36 Skalica         | 57 | 21 | 6  | 4  | 26 | 158 | 168 | 79  |
| 8.   | HK Ardo Nitra         | 57 | 21 | 4  | 6  | 26 | 168 | 189 | 77  |
| 9.   | MHC Mountfield Martin | 57 | 21 | 1  | 9  | 26 | 153 | 182 | 74  |
| 10.  | MsHK Žilina           | 57 | 14 | 6  | 1  | 36 | 127 | 186 | 55  |
| N    | HK Orange 20          | 30 | 2  | 0  | 2  | 26 | 42  | 140 | 8   |

## Nejproduktivnější hráči základní části
Toto je konečné pořadí hráčů podle dosažených bodů. Za jeden vstřelený gól nebo přihrávku na gól hráč získal jeden bod.
| Poř. | Hráč              | Tým                   | Z  | G  | A  | B  | TM  | +/- |
| ---- | ----------------- | --------------------- | -- | -- | -- | -- | --- | --- |
| 1.   | Miroslav Zálešák  | HC Košice             | 58 | 28 | 36 | 64 | 92  | 28  |
| 2.   | Arne Kroták       | HK ŠKP Poprad         | 52 | 20 | 38 | 58 | 46  | 35  |
| 3.   | Miroslav Štefanka | HK Ardo Nitra         | 56 | 17 | 39 | 56 | 34  | 11  |
| 4.   | Peter Bartoš      | HC Košice             | 57 | 23 | 30 | 53 | 32  | 36  |
| 5.   | René Školiak      | HK 36 Skalica         | 47 | 18 | 33 | 51 | 113 | 9   |
| 6.   | Michal Hudec      | HC 05 Banská Bystrica | 49 | 18 | 31 | 49 | 83  | 32  |
| 7.   | Roman Tománek     | HC 05 Banská Bystrica | 48 | 29 | 18 | 47 | 46  | 38  |
| 8.   | Jaroslav Jabrocky | MHC Mountfield Martin | 51 | 27 | 20 | 47 | 38  | 18  |
| 9.   | Stanislav Gron    | HC Košice             | 45 | 18 | 29 | 47 | 8   | 34  |
| 10.  | Jaroslav Kristek  | HC Košice             | 55 | 14 | 32 | 46 | 34  | 15  |

## Pavouk play off
|  | Čtvrtfinále           | Čtvrtfinále           |               |   | Semifinále | Semifinále |  |  | Finále | Finále |
|  |                       |                       |               |   |            |            |  |  |        |        |
|  |                       |                       |               |   |            |            |  |  |        |        |
|  | HC Košice             | 4                     |               |   |            |            |  |  |        |        |
|  | HC Košice             | 4                     |               |   |            |            |  |  |        |        |
|  | HK Ardo Nitra         | 1                     |               |   |            |            |  |  |        |        |
|  | HK Ardo Nitra         | 1                     | HC Košice     | 4 |            |            |  |  |        |        |
|  |                       |                       | HC Košice     | 4 |            |            |  |  |        |        |
|  |                       | HK Dukla Trenčín      | 0             |   |            |            |  |  |        |        |
|  | HC Slovan Bratislava  | HK Dukla Trenčín      | 0             | 3 |            |            |  |  |        |        |
|  | HC Slovan Bratislava  |                       |               | 3 |            |            |  |  |        |        |
|  | HK Dukla Trenčín      | 4                     |               |   |            |            |  |  |        |        |
|  | HK Dukla Trenčín      | 4                     | HC Košice     | 4 |            |            |  |  |        |        |
|  |                       |                       | HC Košice     | 4 |            |            |  |  |        |        |
|  |                       | HK ŠKP Poprad         | 1             |   |            |            |  |  |        |        |
|  | HK ŠKP Poprad         | HK ŠKP Poprad         | 1             | 4 |            |            |  |  |        |        |
|  | HK ŠKP Poprad         |                       |               | 4 |            |            |  |  |        |        |
|  | HK 36 Skalica         | 2                     |               |   |            |            |  |  |        |        |
|  | HK 36 Skalica         | 2                     | HK ŠKP Poprad | 4 |            |            |  |  |        |        |
|  |                       |                       | HK ŠKP Poprad | 4 |            |            |  |  |        |        |
|  |                       | HC 05 Banská Bystrica | 3             |   |            |            |  |  |        |        |
|  | HC 05 Banská Bystrica | HC 05 Banská Bystrica | 3             | 4 |            |            |  |  |        |        |
|  | HC 05 Banská Bystrica |                       |               | 4 |            |            |  |  |        |        |
|  | HKm Zvolen            | 3                     |               |   |            |            |  |  |        |        |
|  | HKm Zvolen            | 3                     |               |   |            |            |  |  |        |        |

## Čtvrtfinále
- HC Košice - HK Ardo Nitra 4 : 3 (2:1, 1:2, 1:0)
- HC Košice - HK Ardo Nitra 6 : 0 (1:0, 1:0, 4:0)
- HK Ardo Nitra - HC Košice 2 : 3 SN (0:0, 2:0, 0:2, 0:0, 0:1 sn)
- HK Ardo Nitra - HC Košice 3 : 1 (0:1, 2:0, 1:0)
- HC Košice - HK Ardo Nitra 5 : 0 (2:0, 0:0, 3:0)
- Konečný stav série 4 : 1 pro HC Košice

- HK ŠKP Poprad - HK 36 Skalica 0 : 2 (0:2, 0:0, 0:0)
- HK ŠKP Poprad - HK 36 Skalica 2 : 1 (2:1, 0:0, 0:0)
- HK 36 Skalica - HK ŠKP Poprad 1 : 2 (1:0, 0:2, 0:0)
- HK 36 Skalica - HK ŠKP Poprad 1 : 0 PP (0:0, 0:0, 0:0, 1:0)
- HK ŠKP Poprad - HK 36 Skalica 6 : 3 (2:0, 3:1, 1:2)
- HK 36 Skalica - HK ŠKP Poprad 0 : 1 (0:0, 0:1, 0:0)
- Konečný stav série 4 : 2 pro HK ŠKP Poprad

- HC 05 Banská Bystrica - HKm Zvolen 3 : 5 (1:1, 2:1, 0:3)
- HC 05 Banská Bystrica - HKm Zvolen 3 : 4 (1:1, 1:2, 1:1)
- HKm Zvolen - HC 05 Banská Bystrica 0 : 3 (0:1, 0:1, 0:1)
- HKm Zvolen - HC 05 Banská Bystrica 3 : 4 SN (2:0, 0:0, 1:3, 0:0, 0:1)
- HC 05 Banská Bystrica - HKm Zvolen 1 : 2 SN (0:0, 0:0, 1:1, 0:0, 0:1 sn)
- HKm Zvolen - HC 05 Banská Bystrica 2 : 3 SN (0:0, 1:0, 1:2, 0:0, 0:1 sn)
- HC 05 Banská Bystrica - HKm Zvolen 2 : 1 (1:1, 1:0, 0:0)
- Konečný stav série 4 : 3 pro HC 05 Banská Bystrica

- HC Slovan Bratislava - HK Dukla Trenčín 4 : 2 (1:0, 0:1, 3:1)
- HC Slovan Bratislava - HK Dukla Trenčín 4 : 1 (0:1, 0:0, 4:0)
- HK Dukla Trenčín - HC Slovan Bratislava 3 : 6 (2:1, 1:3, 0:2)
- HK Dukla Trenčín - HC Slovan Bratislava 3 : 2 SN (0:0, 1:2, 1:0, 0:0, 1:0)
- HC Slovan Bratislava - HK Dukla Trenčín 1 : 2 (0:1, 0:1, 1:0)
- HK Dukla Trenčín - HC Slovan Bratislava 6 : 3 (3:1, 3:1, 0:1)
- HC Slovan Bratislava - HK Dukla Trenčín 2 : 5 (2:0, 0:3, 0:2)
- Konečný stav série 4 : 3 pro HK Dukla Trenčín

## Semifinále
- HC Košice - HK Dukla Trenčín 9 : 1 (3:1, 1:0, 5:0)
- HC Košice - HK Dukla Trenčín 5 : 0 (1:0, 2:0, 2:0)
- HK Dukla Trenčín - HC Košice 3 : 4 SN (0:1, 1:0, 2:2, 0:0, 0:1 sn)
- HK Dukla Trenčín - HC Košice 1 : 5 (1:2, 0:3, 0:0)
- Konečný stav série 4 : 0 pro HC Košice
- HK ŠKP Poprad - HC 05 Banská Bystrica 7 : 5 (2:0, 3:3, 2:2)
- HK ŠKP Poprad - HC 05 Banská Bystrica 1 : 3 (0:0, 1:1, 0:2)
- HC 05 Banská Bystrica - HK ŠKP Poprad 3 : 1 (0:1, 0:0, 3:0)
- HC 05 Banská Bystrica - HK ŠKP Poprad 2 : 3 (1:3, 0:0, 1:0)
- HK ŠKP Poprad - HC 05 Banská Bystrica 4 : 3 PP (2:3, 0:0, 1:0, 1:0)
- HC 05 Banská Bystrica - HK ŠKP Poprad 2 : 1 SN (0:0, 0:0, 1:1 - 0:0, 1:0)
- HK ŠKP Poprad - HC 05 Banská Bystrica 6 : 4 (3:1, 0:2, 3:1)
- Konečný stav série 4 : 3 pro HK ŠKP Poprad

## Finále
1. utkání
| 30. března 2011 | HC Košice | 3 - 1           | HK ŠKP Poprad |  |
|                 | HC Košice | (1:0, 1:1, 1:0) | HK ŠKP Poprad |  |

| Souhrn zápasu Report | Souhrn zápasu Report                                    | Souhrn zápasu Report | Souhrn zápasu Report | Souhrn zápasu Report |
| -------------------- | ------------------------------------------------------- | -------------------- | -------------------- | -------------------- |
|                      | 17. Vladimír Dravecký 31. Marek Vorel 59. Michel Miklík |                      | 34. Wanvig           |                      |

2. utkání
| 31. března 2011 | HC Košice | 3 - 0           | HK ŠKP Poprad |  |
|                 | HC Košice | (0:0, 0:0, 3:0) | HK ŠKP Poprad |  |

| Souhrn zápasu Report | Souhrn zápasu Report                                      | Souhrn zápasu Report | Souhrn zápasu Report | Souhrn zápasu Report |
| -------------------- | --------------------------------------------------------- | -------------------- | -------------------- | -------------------- |
|                      | 44. Michel Miklík 44. Miroslav Zálešák 45. Richard Jenčík |                      |                      |                      |

3. utkání
| 3. dubna 2011 | HK ŠKP Poprad | 2 - 1 PP              | HC Košice |  |
|               | HK ŠKP Poprad | (0:0, 1:1, 0:0 - 1:0) | HC Košice |  |

| Souhrn zápasu Report | Souhrn zápasu Report                  | Souhrn zápasu Report | Souhrn zápasu Report  | Souhrn zápasu Report |
| -------------------- | ------------------------------------- | -------------------- | --------------------- | -------------------- |
|                      | 27. Ján Brejčák 66. Stanislav Jasečko |                      | 22. Vladimír Dravecký |                      |

4. utkání
| 4. dubna 2011 | HK ŠKP Poprad | 1 - 6           | HC Košice |  |
|               | HK ŠKP Poprad | (0:2, 1:2, 0:2) | HC Košice |  |

| Souhrn zápasu Report | Souhrn zápasu Report | Souhrn zápasu Report | Souhrn zápasu Report                                                                                                  | Souhrn zápasu Report |
| -------------------- | -------------------- | -------------------- | --- | -------------------- |
|                      | 27. Emil Lundberg    |                      | 2. Miroslav Zálešák 14. Michel Miklík 26. Michel Miklík 26. Vladimír Dravecký 43. Stanislav Gron 45. Jaroslav Kristek |                      |

5. utkání
| 7. dubna 2011 | HC Košice | 4 - 1           | HK ŠKP Poprad |  |
|               | HC Košice | (1:0, 2:1, 1:0) | HK ŠKP Poprad |  |

| Souhrn zápasu Report | Souhrn zápasu Report                                                   | Souhrn zápasu Report | Souhrn zápasu Report | Souhrn zápasu Report |
| -------------------- | ---------------------------------------------------------------------- | -------------------- | -------------------- | -------------------- |
|                      | 15. Peter Fabuš 23. Michal Grman 32. Vladimír Dravecký 60. Marek Vorel |                      | 36. Emil Lundberg    |                      |

## Baráž o extraligu
- MsHK Žilina - ŠHK 37 Piešťany 4 : 2 (0:0, 1:1, 3:1)
- MsHK Žilina - ŠHK 37 Piešťany 4 : 2 (2:0, 2:2, 0:0)
- ŠHK 37 Piešťany - MsHK Žilina 1 : 3 (0:0, 0:1, 1:2)
- ŠHK 37 Piešťany - MsHK Žilina 1 : 3 (1:0, 0:0, 0:3)
- Konečný stav série 4 : 0 pro MsHK Žilina

| Umístění | Mužstvo               | Hráči |
| -------- | --------------------- | --- |
| Zlato    | HC Košice             | Brankáři: Július Hudáček, Tomáš Halász Obránci: Ján Tabaček, Marcel Šterbák, Radek Deyl, Ján Homer, Michal Grman, Peter Slimák, Michal Šeda (Česko), Peter Huba, Oliver Jokeľ Útočníci: Peter Bartoš, Vladimír Dravecký, Miroslav Zálešák, Michel Miklík, Marek Vorel (Česko), Dušan Pašek, Richard Jenčík, Marcel Haščák, Stanislav Gron, Jaroslav Kristek (Česko), Martin Frolík (Česko), Peter Fabuš, Martin Kriška, Dušan Andrašovský, Marcel Baláž, Tomáš Hričina, Ondrej Gmitter Trenéři: Rostislav Čada (Česko) |
| Stříbro  | HK ŠKP Poprad         | Brankáři: Marcel Melicherčík, Martin Klempa Obránci: Jaroslav Kasík, Ján Brejčák, Stanislav Jasečko, Daniel Brejčák,Dominik Kramár, Juraj Kledrowetz, Ľubomír Malina, Radoslav Suchý, Tomáš Nádašdi Útočníci: Arne Kroták, Adam Lapšanský, Miroslav Škovira, Peter Klouda, Patrik Svitana, Samuel Mlynarovič, Matúš Paločko, Samuel Takáč, Jaroslav Kmiť, Richard Rapáč, Emil Lundberg, Jan Kopecký, Tomáš Jaško Trenéři                                                                                               |
| Bronz    | HC 05 Banská Bystrica | Brankáři: Ivan Fedor, Miroslav Šimonovič, Jakub Beňo Obránci: Matúš Vizváry, Branislav Kubka, Juraj Cebák, Marek Kolba, Miroslav Vantroba, Marek Biro, Lukáš Bambúch, Matej Cunik Útočníci: Roman Tománek, Lukáš Hvila, Adam Bezák, Ján Sýkora, Michal Hudec, Tomáš Matoušek, Matej Češík, Richard Šechný, Rastislav Paľov, Erik Weissmann, Miroslav Hlinka, Jakub Rumpel, Marek Lisoň, Juraj Petro, Vladimír Kútny, Branislav Bendík, Július Koval, Miroslav Lažo Trenéři Milan Staš                                  |